# Eponymous
Eponymous è una raccolta del gruppo musicale statunitense R.E.M., uscita nel 1988.
La raccolta è l'ultimo disco ufficiale pubblicato con la I.R.S. Records, dopo un contratto durato 6 anni.
Eponymous è un best di rilievo per l'inserimento di molte rare o alternative versioni di tracce conosciute. 
Pubblicato nell'ottobre 1988, solo un mese prima del debutto degli R.E.M. con la Warner Brothers con l'album Green.

## Tracce
Tutte le canzoni sono state scritte da Bill Berry, Peter Buck, Mike Mills e Michael Stipe.
1. Radio Free Europe – 3:47
2. Gardening at Night – 3:30
3. Talk About the Passion (da Murmur, 1983)– 3:20
4. So. Central Rain (I'm Sorry) (da Reckoning, 1984) – 3:15
5. (Don't Go Back to) Rockville (da Reckoning, 1984) – 4:32
6. Cant Get There from Here (da Fables of the Reconstruction, 1985) – 3:39
7. Driver 8 (da Fables of the Reconstruction, 1985) – 3:23
8. Romance3 – 3:25
9. Fall on Me (da Lifes Rich Pageant, 1986) – 2:50
10. The One I Love (da Document, 1987) – 3:16
11. Finest Worksong – 3:50
12. It's the End of the World as We Know It (And I Feel Fine) (da Document, 1987) – 4:05

## Classifiche
| Anno | Classifica            | Posizione                       |
| ---- | --------------------- | ------------------------------- |
| 1988 | The Billboard 200     | 44 (19 settimane in classifica) |
| 1988 | Official Albums Chart | 69 (3 settimane in classifica)  |